# Estonia ai XVI Giochi olimpici invernali
L'Estonia partecipò ai XVI Giochi olimpici invernali, svoltisi ad Albertville, Francia, dall'8 al 23 febbraio 1992, con una delegazione di 19 atleti impegnati in cinque discipline.